# Неред
Неред или Нерет (грч. Πολυπόταμο, Полипотамо) је насеље у Грчкој у општини Лерин, периферија Западна Македонија. Према попису из 2021. било је 243 становника.
Македонски историчар Тодор Симовски, 1998. године наводи да је Неред словенско насеље.

## Становништво
| Година       | 1951  | 1961 | 1971 | 1981 | 1991 | 2001 | 2011 |
| ------------ | ----- | ---- | ---- | ---- | ---- | ---- | ---- |
| Становништво | 1.046 | 853  | 657  | 428  | 506  | 482  | 314  |